# La noria (programa de televisión)
La noria fue un talk show televisivo, producido por La Fábrica de la Tele y emitido por Telecinco desde 2007 hasta 2012. El programa fue presentado por Jordi González con la colaboración especial de Sandra Barneda, y anteriormente de Gloria Serra. Fue un programa con emisión de periodicidad semanal, emitido los sábados desde las 0:30 horas. Su última entrega fue ofrecida el 14 de abril de 2012 y su espacio fue cedido a El gran debate.

## Historia
La noria se estrenó el sábado 25 de agosto de 2007 en horario de máxima audiencia (prime time), con periodicidad semanal y de la mano de Jordi González y Gloria Serra. El programa nació con el objetivo de cambiar la imagen de la cadena y alejarla del corazón agresivo de su antecesor Sábado Dolce Vita (anteriormente llamado Salsa rosa).
La noria acumuló desde sus inicios una media histórica de un 17,4 % de cuota de pantalla y casi 1,9 millones (1 882 000) de espectadores, siendo líder absoluto de su franja de emisión en la noche de los sábados cerca de los 4 puntos y más de 400 000 espectadores de ventaja sobre la oferta de Antena 3 (13,8 %).
El 24 de abril de 2010, Gloria Serra, la copresentadora y narradora del programa desde su estreno, abandonó la cadena Telecinco para conducir el fallido programa 3D en Antena 3. Sandra Barneda pasó a ocupar su lugar de copresentadora y narradora desde el 1 de mayo del mismo año.
La entrevista a la madre de El Cuco, uno de los acusados por el crimen de Marta del Castillo, en la emisión del 29 de octubre de 2011, provocó una gran fuga de anunciantes que hizo un importante roto en las cuentas de Mediaset España, por lo que Telecinco llegó a barajar la cancelación del formato tras más de cuatro años de emisión.
Sin embargo, para evitar su cancelación, Mediaset creó un programa nuevo de formato muy parecido a La noria pero más serio, llamado El gran debate con la intención de retrasar la emisión de La noria hasta la franja del late night, por lo que, desde el 14 de enero de 2012, se emitió tras este nuevo espacio. Finalmente el programa fue retirado de la parrilla.

## Formato
La noria era un programa que abordaba la actualidad social de la semana con entrevistas a famosos y mesas de debate político y social acompañadas de reportajes de investigación.

## Secciones
El programa constaba de tres grandes secciones:
- Entrevista a dos  famosos que hubiesen sido protagonistas de la semana en España o en el canal Telecinco. Podían ser personas relacionadas con la prensa del corazón, pero también políticos, deportistas, artistas, etc. Algunos de los invitados del programa fueron Jesús Vázquez, Jorge Javier Vázquez, Sonia Monroy, María Teresa Campos, Isabel Gemio, José María García, Kate y Gerry McCann, Mercedes Milá, Mario Conde, Luis Roldán, Ana Obregón, Bárbara Rey, Sara Montiel, Bertín Osborne, Lola Herrera, Albano, Pitita Ridruejo o Shaila Dúrcal entre muchos otros, incluidos políticos de renombre como José Blanco López.
- Actualidad: se basaba en una mesa de debate donde un grupo de colaboradores habituales trataban temas sociales que habían sido motivo de polémica.
- Debate de las dos Españas: un grupo de periodistas relacionados con el mundo de la política debatía sobre un asunto político o social que había sido motivo de enfrentamiento informativo entre medios de comunicación ideológicamente opuestos.

## Antiguas secciones
- Nostalgia. Espacio que cada semana recordaba un año de la historia reciente de España desde 1960 hasta 1990 a partir de imágenes de archivos y noticias de la prensa de la época. Posteriormente, un grupo de colaboradores repasaban en una mesa de debate los acontecimientos que protagonizaron ese año concreto, desde las grandes cuestiones político-sociales a las anécdotas entrañables de la vida cotidiana: la música que marcaba los bailes de la época, los deportistas que llenaban de orgullo patrio los hogares españoles, los programas de televisión que tenían enganchada a la audiencia, etc. Esta sección se eliminó tras varias emisiones, al no encajar con la dinámica y contenidos del programa.

## Equipo
- Producción: La Fábrica de la Tele

### Presentador
- (2007-2012)  Jordi González

### Copresentadoras
- (2007-2010)  Gloria Serra
- (2010-2012)  Sandra Barneda

### Colaboradores de prensa rosa
- (2007-2012)  Kiko Matamoros
- (2007-2012)  Lydia Lozano
- (2007-2012)  Belén Rodríguez
- (2007-2012)  Terelu Campos
- (2007-2012)  Jimmy Giménez-Arnau
- (2007-2012)  Karmele Marchante
- (2007-2012)  Kiko Hernández
- (2007-2012)  Luis Rollán
- (2007-2012)  Marisa Martín Blázquez
- (2007-2012)  Marta López
- (2007-2012)  Miguel Ángel Nicolás
- (2007-2012)  Paloma Barrientos
- (2007-2012)  Pepe Calabuig
- (2007-2012)  Raquel Bollo
- (2007-2012)  Cristina Tàrrega
- (2007-2011)  Mila Ximénez
- (2007-2011)  Rosa Benito
- (2008-2009)  Jorge Javier Vázquez
- (2008-2010)  José Manuel Parada
- (2008-2011)  Carlos Navarro El Yoyas
- (2009-2011)  Belén Esteban
- (2009-2011)  Pilar Eyre
- (2009-2012)  Beatriz Cortázar
- (2009-2012)  Paloma García-Pelayo
- (2010-2012)  Tamara Gorro
- (2011-2012)  Makoke
- (2011-2012)  Chelo García-Cortés
- (2011-2012)  María Patiño
- (2011)  Jesús Mariñas
- (2011)  Erica Alonso

### Mesa de debate
- Alfonso Rojo
- Enric Sopena
- Isabel Durán
- Jorge Verstrynge
- María Antonia Iglesias
- Miguel Ángel Rodríguez Bajón
- Pilar Rahola
- Melchor Miralles
- Carmelo Encinas
- Emilia Zaballos
- Cuca García de Vinuesa
- César Sinde

### Actualidad
- Bibiana Fernández
- Carla Antonelli
- Irma Soriano
- Nieves Herrero
- Jaime Peñafiel
- Jimmy Giménez-Arnau
- Paloma Gómez Borrero
- Paloma Zorrilla
- Rosa Llopis
- Terelu Campos
- Pilar Eyre

## Especiales
Al margen de la emisión semanal de los sábados, Telecinco también emitió once programas especiales:
- Especial Julián Muñoz: el tercer grado, emitido el viernes 28 de noviembre de 2008 en horario de prime time. (2.672.000 y 20,7%)
- Especial Jaque al Real Madrid, emitido el miércoles 21 de enero de 2009 en horario de late night. (1.089.000 y 15,6%)
- Especial Crisis económica, emitido el viernes 30 de enero de 2009 en horario de late night. (945.000 y 11,6%)
- Especial jóvenes parricidas, emitido el viernes 13 de febrero de 2009 en horario de prime time. (1.426.000 y 13,5%)
- Especial Paquirri, emitido el miércoles 23 de septiembre de 2009 en horario de prime time. (2.901.000 y 20,2%)
- Especial El informe Pantoja, emitido el miércoles 11 de noviembre de 2009 en horario de prime time. (3.155.000 y 15,8%)
- Especial Isabel Pantoja: crónica de una ambición, emitido el martes 6 de abril de 2010 en horario de prime time. (2.347.000 y 21,3%)
- Especial Isabel Pantoja, emitido el sábado 10 de abril de 2010 en horario de tarde. (1.281.000 y 12,8%)
- Especial El club de las princesas por sorpresa, emitido el martes 26 de abril de 2011 en horario de prime time. (1.162.000 y 9,4%)
- Especial Ylenia, ¿caso cerrado?, emitido el miércoles 29 de junio de 2011 en horario de prime time. (2.145.000 y 19,2%)

## Polémicas
- El 3 de octubre de 2007 el doctor Gutiérrez Caracuel, del Hospital Virgen del Rocío (Sevilla), presentó una demanda contra el programa por difundir unas imágenes suyas grabadas con cámara oculta en un debate dedicado al fallecimiento del futbolista Antonio Puerta.[9]

- En marzo de 2008 Gestevisión Telecinco fue condenada por los tribunales por la manipulación de una entrevista emitida en La noria a la presidenta de la Asociación El Defensor del Paciente, Carmen Flores.[10]

- En septiembre de 2008, una discusión entre los contertulios María Antonia Iglesias y Miguel Ángel Rodríguez acabó con graves insultos y descalificaciones personales.[11]

### Entrevista a Rosalía García, la madre de 'El Cuco'
Esta polémica es una de las más habladas. Todo comenzó el 29 de octubre de 2011 cuando el programa entrevistó a Rosalía García, la madre de Francisco Javier García Marín (alias El Cuco), presunto encubridor en la desaparición de la joven Marta del Castillo. Al parecer La Noria pagó a la madre de El Cuco una cantidad aproximada de 10 000 euros. El hecho de que el programa abonase una cantidad cercana a los 10 000 euros a esta persona por la entrevista llevó a Pablo Herreros, un periodista y bloguero, a pedir desde su blog la retirada de los anunciantes del programa, lo que desencadenó una reacción sin precedentes en cadena con rotundas protestas del público desde las redes sociales y la consiguiente retirada de todos los anunciantes al estar disconformes. Se trata de marcas tan destacadas como Nestlé, Campofrío, Puleva, Bayer, Banco de Sabadell, La Razón, Bimbo, Vodafone, Mercedes Benz, Audi, Ausonia, L'Oréal o El Corte Inglés.
La situación llegó a un punto tal que el 19 de noviembre de 2011, La Noria se emitió íntegramente sin publicidad, salvo las habituales autopromociones de la cadena. Debido a la reducción en ingresos de la cadena, ésta decidió suprimir dos programas del 'late night' sin relación alguna con la polémica original como Enemigos íntimos y Resistiré, ¿vale?, dentro de lo que algunos medios denominaron marea blanca y otros denominaron noriazo calificándolo como una operación de lavado de imagen. Más tarde, se publicó en los medios que la cadena estaba regalando la publicidad en La Noria buscando recuperar a los anunciantes. En la siguiente emisión la publicidad volvió al programa, principalmente basada en autopromos y anunciantes menores. De las marcas que se emitieron en ese bloque, Vitaldent, Securitas Direct y Microsoft anunciaron que no volverían a anunciarse en ese espacio y Securitas achacó la emisión de sus spots a una mala planificación de medios. Una semana más tarde, el programa volvió a emitirse con anunciantes menores, aunque destacaban dos marcas conocidas se anunciaban por primera vez en el programa desde el origen de la polémica: Burger King y Conservas Isabel, siendo ambas compañías objeto de múltiples críticas a través de las redes sociales. De estas marcas, Isabel pidió disculpas y comunicó públicamente que no volvería a anunciarse en La Noria.
Finalmente, para recuperar anunciantes en las horas de máxima audiencia, Telecinco relegó La Noria a horario de madrugada (de 00:00h a 02:30h), creó El gran debate, programa que se emitía desde las 22:00h hasta las 00:00h los sábados desde el 14 de enero de 2012, con contenido político y los mismos colaboradores que hacían la sección de política de La Noria. El 7 de abril de 2012, Telecinco anunció que cancelaba La Noria, y el programa terminó el 14 de abril de 2012.
Un año después de esta polémica, y tras una querella presentada por Telecinco, el 19 de noviembre de 2012 se supo que el bloguero Pablo Herreros había sido llamado a declarar en condición de imputado por un presunto delito de amenazas y coacciones. Inmediatamente se produjeron múltiples apoyos a Herreros por parte de los internautas y surgió una nueva iniciativa creada por el periodista Mario Tascón solicitando a los anunciantes que retirasen la publicidad de la cadena Telecinco hasta que se retirase la querella contra Pablo. Esta iniciativa recibió en 24 horas una cantidad de adhesiones mayor que la que en tres semanas consiguió la campaña original.
La petición de Tascón fue firmada por más de 170.000 personas, que además presionaron a las marcas anunciantes de la cadena con llamadas telefónicas y mensajes en redes sociales, lo que llevó finalmente a las marcas a pedir a Telecinco que recapacitase. Tras reunirse con Pablo Herreros, el 27 de noviembre de 2012 Telecinco retiró la querella interpuesta contra el periodista.

## Audiencia media de todas las ediciones
Durante sus más de cuatro años de emisión (el programa comenzó el 25 de agosto de 2007), La noria ha sido la oferta líder de su franja en la noche de los sábados.
| Edición                   | Fecha       | Cadena    | Espectadores | Cuota |
| ------------------------- | ----------- | --------- | ------------ | ----- |
| La noria: Primera edición | 2007 - 2008 | Telecinco | 2.151.000    | 20,4% |
| La noria: Segunda edición | 2008 - 2009 | Telecinco | 2.204.000    | 19,3% |
| La noria: Tercera edición | 2009 - 2010 | Telecinco | 1.991.000    | 16,8% |
| La noria: Cuarta edición  | 2010 - 2011 | Telecinco | 1.743.000    | 14,5% |
| La noria: Quinta edición  | 2011 - 2012 | Telecinco | 1.645.000    | 15,2% |

## Premios y nominaciones

### TP de Oro
| Año  | Categoría                                 | Resultado |
| ---- | ----------------------------------------- | --------- |
| 2007 | Mejor programa de actualidad y reportajes | Nominado  |

### Micrófono de Oro
| Año  | Categoría                          | Resultado |
| ---- | ---------------------------------- | --------- |
| 2008 | Mejor presentador (Jordi González) | Nominado  |